# UFC 210
UFC 210: Cormier vs. Johnson 2 var en MMA-gala som arrangerades av Ultimate Fighting Championship och ägde rum 8 april 2017 i Buffalo i USA. 

## Resultat
1. ↑  Titelmatch i lätt tungvikt.